# Ляйтнер, Фердинанд
Фердинанд Ляйтнер (нем. Ferdinand Leitner; 4 марта 1912[…], Берлин — 3 июня 1996[…], Цюрих) — немецкий дирижёр.

## Биография
Учился в Берлинской Высшей школе музыки у Франца Шрекера и Юлиуса Прювера, брал уроки также у Артура Шнабеля и Карла Мука. В 1930-е гг. выступал больше как пианист, аккомпанируя Людвигу Хёльшеру и Георгу Куленкампфу. В 1935 г. стал ассистентом Фрица Буша по работе на Глайндборнском оперном фестивале. В 1940-е гг. был главным дирижёром театральных оркестров в Берлине, Ганновере, Мюнхене, в 1947—1969 гг. работал в Штутгарте, с 1949 г. в должности генеральмузикдиректора. Одновременно в 1947—1951 гг. руководил Баховскими неделями в Ансбахе, с 1956 г. ведал постановками немецких опер в буэнос-айресском театре «Колон». В 1969—1984 гг. Ляйтнер был музыкальным руководителем Цюрихской оперы, в 1976—1980 гг. также возглавлял гаагский Резиденц-оркестр.
Ляйтнер был в первую очередь оперным дирижёром, особенно интересовавшимся немецкой музыкой XX века. Под его руководством состоялось премьерное исполнение оперы Карла Орфа «Царь Эдип» (1959), он много работал с произведениями Карла Амадея Хартмана, Ферруччо Бузони и др.